# Jean Houghton
Jean Houghton, né vers 1486 dans l'Essex et mort le 4 mai 1535 à Londres, est un Chartreux anglais martyr, arrêté et exécuté pour avoir refusé de reconnaître le roi Henri VIII comme chef suprême de l'Église d'Angleterre.

## Biographie
Issu de la petite noblesse anglaise il est formé à Cambridge dont il est diplômé en 1506. Il rejoint la chartreuse de Londres en 1515. Il en devient sacristain en 1523, puis procurateur en 1526. En 1531, il est fait prieur à la chartreuse de Beauvale dans le Nottinghamshire. Toutefois, en novembre suivant, il doit quitter celle-ci pour rejoindre la maison de Londres, dont il est élu prieur. 
En 1534, les religieux ont pour obligation de signer l'Acte de suprématie. Houghton demande que sa communauté en soit exemptée. Il est alors arrêté et emmené à la tour de Londres. Toutefois, au mois de mai, il se convainc que le serment est compatible avec le catholicisme et reçoit l'autorisation de retourner à la Chartreuse, où toute la communauté prête serment. L'année suivante, il leur est demandé de le renouveler. Jean Houghton plaide de nouveau pour une exemption ou du moins pour une formulation qui ne heurte pas sa conscience. Cela lui est refusé. Il est alors arrêté et emprisonné avec Robert Lawrence, prieur de la Chartreuse de Beauvale et Augustin Webster, prieur de la Chartreuse d'Axholme dans la tour de Londres, sur ordre de Thomas Cromwell. En avril 1535, ils sont appelés devant une commission spéciale et condamnés à mort. Ils sont pendus, traînés jusqu'à la potence et écartelés le 4 mai à Tyburn. Houghton est le premier à être exécuté. Son corps est ensuite coupé en morceaux et accroché dans différentes parties de Londres.

## Vénération
Béatifié le 9 décembre 1886 par le pape Léon XIII, il est canonisé le 25 octobre 1970 par le pape Paul VI, en même temps que trente-sept autres martyrs d'Angleterre et du pays de Galles. Vénéré avec les autres martyrs de la dite Chartreuse de Londres, il est célébré le 4 mai le même jour que le brigittin Richard Reynolds, et le bienheureux John Haile, curé de la paroisse d’Isleworth. Avec l'ensemble des quarante, il est aussi célébré le 25 octobre. 